# Metropolitan Borough of Wirral
Metropolitan Borough of Wirral – dystrykt metropolitalny w hrabstwie ceremonialnym Merseyside w Anglii.

## Miasta
- Bebington
- Birkenhead
- Heswall
- Hoylake
- Wallasey

## Inne miejscowości
Barnston, Bidston, Brimstage, Bromborough, Caldy, Clatterbridge, Claughton, Eastham, Egremont, Frankby, Gayton, Grange, Greasby, Irby, Landican, Larton, Leasowe, Liscard, Meols, Moreton, New Brighton, New Ferry, Newton, Noctorum, Oxton, Pensby, Port Sunlight, Poulton, Prenton, Raby Mere, Raby, Rock Ferry, Saughall Massie, Seacombe, Spital, Storeton, Thingwall, Thornton Hough, Thurstaston, Tranmere, Upton, Wallasey Village, West Kirby, Woodchurch, Woodside.